# Myelobia heinrichi
Myelobia heinrichi là một loài bướm đêm trong họ Crambidae.